# Juan de García y Montenegro
Juan de García y Montenegro (Lugo, 21 luglio 1716 – Urgell, 23 maggio 1783) è stato un vescovo cattolico spagnolo.

## Biografia
A capo della Diocesi spagnola di Urgell dal settembre del 1780 alla sua morte nel maggio del 1783 e in questa veste ricoprì anche l'incarico di coreggente di Andorra, insieme col re Luigi XVI di Francia.

## Genealogia episcopale
La genealogia episcopale è:
- Cardinale Scipione Rebiba
- Cardinale Giulio Antonio Santori
- Cardinale Girolamo Bernerio, O.P.
- Arcivescovo Galeazzo Sanvitale
- Cardinale Ludovico Ludovisi
- Cardinale Luigi Caetani
- Cardinale Ulderico Carpegna
- Cardinale Paluzzo Paluzzi Altieri degli Albertoni
- Papa Benedetto XIII
- Papa Benedetto XIV
- Cardinale Enrico Enriquez
- Arcivescovo Manuel Quintano Bonifaz
- Cardinale Francisco Antonio de Lorenzana y Butrón
- Vescovo Juan de García y Montenegro